# Quemedice piracuruca
Quemedice piracuruca is een spinnensoort in de taxonomische indeling van de jachtkrabspinnen (Sparassidae).
Het dier behoort tot het geslacht Quemedice. De wetenschappelijke naam van de soort werd voor het eerst geldig gepubliceerd in 2008 door Rheims, Labarque & M. J. Ramírez.